# FSFAB Cadre-45/2-Weltmeisterschaft 1912/1

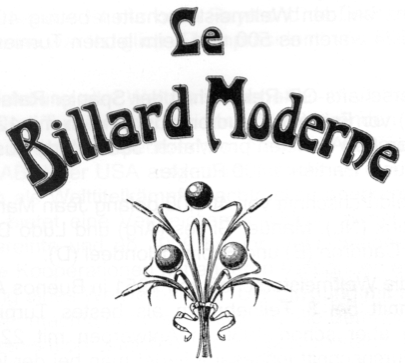
Emblem der FSFAB

Veranstaltungsort: New York City

Die FSFAB Weltmeisterschaften im Cadre 35/2 und 45/2 1912/1 war die 9. Cadre 45/2 Weltmeisterschaft der Amateure der FSFAB. Das Turnier fand vom 12. – 20. Februar 1912 in New York City statt. Parallel zu denen der FSFAB wurden auch Weltmeisterschaften der Fédération Française de Billard (FFB) ausgetragen.

## Geschichte
Das Turnier wurde auf dem Matchbillard mit 45 cm Abstrich der Cadrefelder ausgetragen. Es war die dritte FSFAB Weltmeisterschaft, die in den Vereinigten Staaten durchgeführt wurde. Dadurch, dass jeweils ein Europäer in diesen Turnieren mitspielte, titulierten die Amerikaner die Turniere als Weltmeisterschaft. Die Ergebnisse wurden der New York Times entnommen, die alle Partien dokumentierte. Andere Quellen nannten nicht die gleichen Ergebnisse. Sieger wurde der Amerikaner J. Ferdinand Poggenburg nach einer Stichpartie gegen seinen Landsmann Charles Frederick Conklin. Auch die Plätze drei bis fünf wurden durch Stichpartien entschieden.
Das ganze Turnier wurde im Round Robin System bis 400 Punkte gespielt.
1. MP = Matchpunkte
2. GD = Generaldurchschnitt
3. HS = Höchstserie

## Platzierungsspiel um Platz 1
| Platz | Name       | MP  | Punkte | Aufn. | ED    | HS | Platz | Name    | MP  | Punkte | Aufn. | ED   | HS |
| ----- | ---------- | --- | ------ | ----- | ----- | -- | ----- | ------- | --- | ------ | ----- | ---- | -- |
| 1     | Poggenburg | 2:0 | 400    | 20    | 20,00 | 92 | 2     | Conklin | 0:2 | 191    | 20    | 9,55 | 31 |

## Platzierungsspiele um Platz 3–5
| Name   | MP  | Punkte | Aufn. | ED    | HS | Name    | MP  | Punkte | Aufn. | ED   | HS |
| ------ | --- | ------ | ----- | ----- | -- | ------- | --- | ------ | ----- | ---- | -- |
| Mayer  | 2:0 | 200    | 20    | 10,00 | 56 | Roudil  | 0:2 | 189    | 20    | 9,45 | 38 |
| Mayer  | 2:0 | 200    | 22    | 9,09  | 71 | Gardner | 0:2 | 182    | 21    | 8,66 | 34 |
| Roudil | 2:0 | 200    | 26    | 7,69  | 73 | Gardner | 0:2 | 99     | 25    | 3,96 | 45 |

## Abschlusstabelle
| Platz | Name                      | MP   | GD    | BED   | HS |
| ----- | ------------------------- | ---- | ----- | ----- | -- |
| 1     | J. Ferdinand Poggenburg   | 10:2 | 12,83 | 20,00 | 92 |
| 2     | Charles Frederick Conklin | 8:4  | 10,49 | 14,81 | 95 |
| 3     | Joseph Mayer              | 8:6  | 9,25  | 10,00 | 84 |
| 4     | Edouard Roudil            | 6:8  | 7,90  | 12,12 | 73 |
| 5     | Edward Gardner            | 4:10 | 7,73  | 11,11 | 60 |
| 6     | Leonidas L. Mial          | 2:8  | 8,49  | 6,77  | 64 |